# Hôpital Sainte-Marthe d'Avignon
L'hôpital Sainte-Marthe d'Avignon est un ancien bâtiment de santé, situé à Avignon, dans le Vaucluse, en France.
L’hôpital a fonctionné de 1353 à 1994, date à laquelle il a changé d’affectation pour faire partie intégrante de l’université d’Avignon, sous l’appellation « site Sainte-Marthe ».

## Histoire
L’hôpital Sainte-Marthe d'Avignon est fondé par un juriste, Bernard Rascas, en 1353. Confié aux Trinitaires dès sa création, il devient, dès le XVe siècle le principal hôpital d'Avignon. La ville en reprend la gestion au XVIe siècle. L'augmentation constante des malades le fréquentant sous l'Ancien Régime contraint à la reconstruction des bâtiments, par deux fois, au XVIIe puis au XVIIIe siècle. 
L’hôpital Saint-Bénézet fondé en 1181, réservé à l'origine aux pauvres voyageurs et passants, ouvert aux enfants écrouelleux à partir de 1679, élargi dans les années 1760 aux malades atteints de syphilis, est réuni en 1796 à l'hôpital Sainte-Marthe. 
En 1845, lors de la fermeture de l'ancienne aumône générale, les pensionnaires sont accueillis un temps à l'hôpital Sainte-Marthe, avant leur intégration aux hospices Saint-Louis. À la création du  centre hospitalier d'Avignon en 1982, les pensionnaires sont transférés dans les nouveaux locaux. L'hôpital Sainte-Marthe ferme définitivement en 1994, et les bâtiments sont remis à l'université d'Avignon. 
L’hôpital Sainte-Marthe d'Avignon a été inscrit au registre des monuments historiques en trois phases : le 22 février 1927, le 23 mai 1951 puis le 13 septembre 1988.

## Descriptif
L'ancienne chapelle des religieux a été transformée en pharmacie en 1756.